# Швейцария на летних Олимпийских играх 1968
Швейцария принимала участие в Летних Олимпийских играх 1968 года в Мехико (Мексика) в шестнадцатый раз, и завоевала одну серебряную и четыре бронзовые медали. Сборная страны состояла из 85 спортсменов (81 мужчина, 4 женщины).

## Медалисты
| Медаль  | Спортсмен                                                        | Вид спорта           | Дисциплина                                  |
| ------- | ---------------------------------------------------------------- | -------------------- | ------------------------------------------- |
| Серебро | Луи Новерра Марсель Стерн Бернхард Дунанд                        | Парусный спорт       | Мужчины, класс «5.5 mR»                     |
| Бронза  | Курт Мюллер                                                      | Стрельба             | Произвольная винтовка с 3 позиций, 300 м    |
| Бронза  | Анри Шаммартен Марианне Госсвайлер Густав Фишер                  | Конный спорт         | Выездка, командное первенство               |
| Бронза  | Денис Освальд Петер Боллигер Хуго Васер Якоб Гроб Готтлиб Фрёлих | Академическая гребля | Мужчины, четвёрки распашные с рулевым       |
| Бронза  | Ксавер Курман                                                    | Велоспорт            | Мужчины, индивидуальная гонка преследования |

## Результаты соревнований

### Академическая гребля
В следующий раунд из каждого заезда проходили несколько лучших экипажей (в зависимости от дисциплины). В финал A выходили 6 сильнейших экипажей, ещё 6 экипажей, выбывших в полуфинале, распределяли места в финале B.
Мужчины
| Соревнование | Спортсмены                  | Предварительный заезд | Предварительный заезд | Предварительный заезд | Отборочный заезд | Отборочный заезд | Отборочный заезд | Полуфинал            | Полуфинал            | Полуфинал            | Финал                | Финал                | Итоговое место       |                      |
| Соревнование | Спортсмены                  | Заезд                 | Время                 | Место                 | Заезд            | Время            | Место            | Заезд                | Время                | Место                | Время                | Место                | Итоговое место       |                      |
| ------------ | --------------------------- | --------------------- | --------------------- | --------------------- | ---------------- | ---------------- | ---------------- | -------------------- | -------------------- | -------------------- | -------------------- | -------------------- | -------------------- | -------------------- |
| одиночки     | Ханс Рукштуль               | 2                     | 8:08,90               | 5                     | 2                | DNS              | —                | завершил выступление | завершил выступление | завершил выступление | завершил выступление | завершил выступление | завершил выступление | завершил выступление |
| двойки       | Фред Рюссли Вернер Цвимпфер | 1                     | 7:36,91               | 4                     | 2                | 7:26,33          | 1 Q              | 1                    | 7:16,09              | 3 QA                 | Финал A              | Финал A              | 5                    |                      |
| двойки       | Фред Рюссли Вернер Цвимпфер | 1                     | 7:36,91               | 4                     | 2                | 7:26,33          | 1 Q              | 1                    | 7:16,09              | 3 QA                 | 7:46,79              | 5                    | 5                    |                      |